# 天鸽座ξ
天鸽座ξ，又名CD-37 2487，HD 40176、SAO 196316、HR 2087，是天鸽座的一颗恒星，视星等为4.97，位于銀經243.07，銀緯-26.53，其B1900.0坐标为赤經5h 52m 3.4s，赤緯-37° -26.53′ 7″。